# 水飲み場型攻撃
水飲み場型攻撃（みずのみばがたこうげき、英：watering hole attackまたはwater holing）は、EMCコーポレーションのセキュリティ部門であるRSAセキュリティにより2012年に認識され、発表されたコンピュータへの攻撃についての用語である。
RSAセキュリティは、攻撃者をライオン、攻撃対象ユーザーが普段アクセスするウェブサイトを水飲み場にそれぞれ見立て、ライオンが水飲み場のそばで水を飲みに来る獲物を待ち伏せすることになぞらえたという。

## 手法
攻撃者は、特定のコンピュータユーザー（組織、業界、または地域）を攻撃する意図があると考えられる。攻撃は、次の3段階から成る。
1. 攻撃対象ユーザーが普段アクセスしているウェブサイトを推測または観測により特定する。
2. 攻撃対象ユーザーがアクセスした際にマルウェアをドライブバイダウンロードするよう、特定した（場合により複数の）ウェブサイトを改竄（かいざん）する。
3. 攻撃対象ユーザーが改竄されたウェブサイトにアクセスすることにより、ユーザーのコンピュータにマルウェアが導入される。

ユーザーが普段アクセスしているウェブサイトへの信頼につけこむことにより、ソーシャル・エンジニアリングを悪用した標的型メールによる攻撃やフィッシング (詐欺)を避ける知識のあるユーザーをも標的として攻撃することができる。